# Michigan City, Indiana
Michigan City är en stad (city) i LaPorte County, i delstaten Indiana, USA. Enligt United States Census Bureau har staden en folkmängd på 31 452 invånare (2011) och en landarea på 50,7 km².

## Kända personer från Michigan City
- Charles Arnt, skådespelare
- Anne Baxter, skådespelare
- Don Larsen, basebollspelare